# Max Rebattu

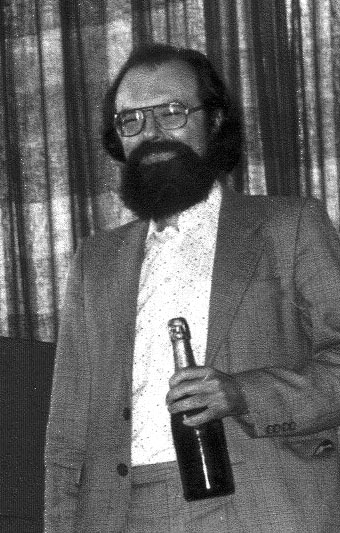
Max Rebattu op het EGoC in Parijs (1978) met (gewonnen) fles champagne

Maximiliaan Johannes (Max) Rebattu (Amsterdam, 2 december 1939) is een Nederlandse bridge- en go-speler.

## Bridger
In 1963 en 1964 won Rebattu met Cees Sint het Jeugdparenkampioenschap. Ook won hij met Sint vele landskampioenschappen bij de viertallen, in totaal een vijftiental nationale bridgetitels. De eerste won hij in 1970, 4 jaar nadat zijn vader, Max Rebattu sr, zijn derde en laatste titel won. Later speelde hij veel met Carol van Oppen.
Bij het WK-Bridge paren in 1982 te Biarritz werd hij met zijn partner Anton Maas aanvankelijk tot wereldkampioen uitgeroepen, maar later bleek er een invoerfout gemaakt te zijn bij de computer, die toen voor de eerste maal werd gebruikt. Het werd een tweede plaats.
Na onder meer Hans Kreijns en Anton Maas is Rebattu de zevende persoon op de Nederlandse lijst van Meesterpunten.

## Schaak- en go-speler
Hij is ook een sterk schaker, die o.a. jeugdkampioen van Amsterdam is geweest en militair kampioen.
Rebattu is tevens een van Nederlands sterkste go-spelers (vijfde dan), zelfs een tijd lang de sterkste: zesmaal Nederlands kampioen (1963, '65, '68, '70 ,'75 en '76; in totaal dertien jaar ongeslagen, er werd toen namelijk nog niet ieder jaar een kampioenschap gehouden) en tweemaal gedeeld Europees kampioen. Hij schreef een aantal jaren een bridge-rubriek in Elseviers Magazine en in de Telegraaf en tevens een go-rubriek in Elsevier.